# Wojciech
Wojciechⓘ, Wociech – staropolskie męskie imię pochodzenia słowiańskiego. Wśród imion nadawanych nowo narodzonym dzieciom, Wojciech w 2017 r. zajmował 9. miejsce w grupie imion męskich. W całej populacji Polaków Wojciech zajmował w 2017 r. 16. miejsce (317 857 nadań).
Żeński odpowiednik: Wojciecha
Wojciech imieniny obchodzi 23 kwietnia.
Wedle danych PESEL według stanu na 19 stycznia 2024 imię to nosi w Polsce 335 311 mężczyzn.

## Budowa oraz znaczenie
Imię Wojciech należy do grupy imion słowiańskich, których pochodzenie datuje się na X wiek. Jest przykładem występującego w staropolszczyźnie osobowego imienia dwuczłonowego, które może być reliktem imion pogańskich używanych we wczesnym średniowieczu przez ówczesnych Słowian. Składa się ono z członu „woj” pochodzącego od staropolskiego określenia oznaczającego „wojownika” oraz słowa „ciech” wywodzącego się od „cieszyć się” i oznaczającego radość. Imię Wojciech ma następujące znaczenia: „ten, który cieszy jako żołnierz”, czyli „wojownik pociecha”, „cieszący się wojownik” lub „ten, któremu walka sprawia radość”. Witold Taszycki zaliczył je do grupy najstarszych polskich imion osobowych .

## Formy
Istnieją również żeńskie formy i odmiany imienia jak Wojciecha oraz Wojciechowa.
Zdrobnienia Wojtek, Wojtuś, Wojtas, Wojcio, Wojteczek, Wojcieszek, Wojcik, Wojtasz, Wojtaszek, Wojtaszko, Wojtunio. Za derywat imienia Wojciech niektórzy badacze uważają też imię „Wojan” zarejestrowane w Bulli gnieźnieńskiej papieża Innocentego II z 1136 (Edward Breza: Nazwiska KUIK, KUJK i podobne za: Mal 136-137).
Wojciech Sławnikowic, późniejszy św. Wojciech, podczas bierzmowania przyjął imię swojego nauczyciela – Adalberta z Magdeburga, stąd z tym imieniem łączy się jego imię Wojciech. Nie należy jednak uważać tych imion za odpowiedniki, pomimo faktu, że w wielu językach są za takie uznawane (stąd np. mówi się, że Wojciech po węgiersku to Béla).
W języku niemieckim imię Wojciech przyjęło wiele zgermanizowanych wariantów jak: Woitke, Witke, Voitke, Voytke, Woytke, Vogtke, Wogtke, Woetke, Wötke oraz Woyzeck, które mogą jeszcze występować jako nazwisko.

## Inne imiona z członem „woj”
Inne imiona staropolskie, w których pojawia się człon „woj”: Wojemił, Wojmir, Wojsław, Wrociwoj, Borzywoj, Budziwoj, Częstowoj, Dobrowoj, Jaczewoj, Jutrowoj, Ludziwoj, Mściwoj.

## Osoby o imieniu Wojciech
Osoby mające biogram w Wikipedii:
- Święty Wojciech
- Wojciech Alszer – polski raper
- Wojciech Banach – polski inżynier, poeta, kolekcjoner
- Wojciech Belon – polski pieśniarz, poeta, kompozytor
- Wojciech Bogusławski – polski aktor
- Wojciech Brudzewski – polski astronom i matematyk
- Wojciech Chmielarz – polski pisarz, dziennikarz
- Wojciech Cejrowski – polski antropolog, satyryk i dziennikarz
- Wojciech Dębołęcki – polski kompozytor
- Wojciech Długoraj – polski kompozytor i lutnista
- Wojciech Drabowicz – polski śpiewak operowy
- Wojciech Dyngosz – polski śpiewak operowy
- Wojciech Dzienniak – polski artysta rzeźbiarz
- Wojciech Fibak – polski tenisista
- Wojciech Filemonowicz – polski polityk
- Wojciech Fortuna – polski skoczek narciarski, olimpijczyk
- Wojciech Gąssowski – polski piosenkarz, gitarzysta i kompozytor
- Wojciech Gerson
- Wojciech Jagielski – dziennikarz znany też z programów typu talk-show
- Wojciech Jagielski – publicysta związany z „Gazetą Wyborczą"
- Wojciech Jagielski – poeta, autor tekstów
- Wojciech Jaruzelski – polski wojskowy i polityk
- Wojciech Jasiński – polski prawnik i polityk
- Wojciech Jerzy Has – polski reżyser filmowy
- Wojciech Kętrzyński
- Wojciech Kilar – polski kompozytor
- Wojciech Korfanty – polityk śląski
- Wojciech Kossak – polski malarz
- Wojciech Kowalczyk – polski piłkarz
- Wojciech Kowalewski – polski piłkarz
- Wojciech Krzak – polski muzyk, antropolog
- Wojciech Krolopp – polski dyrygent i baryton
- Wojciech Łazarek – polski trener piłkarski
- Wojciech Łukaszewski – polski kompozytor, pedagog, krytyk muzyczny
- Wojciech Łuszczykiewicz – polski wokalista,aktor
- Wojciech Łobodziński – polski piłkarz
- Wojciech Malajkat – polski aktor, reżyser
- Wojciech Mann – polski dziennikarz muzyczny, redaktor radiowy
- Wojciech Mecwaldowski – polski aktor
- Wojciech Młynarski – polski piosenkarz, autor tekstów piosenek
- Wojciech Mojzesowicz – polski polityk
- Wojciech Moskal – polski podróżnik, oceanolog i polarnik
- Wojciech Mozer – polski judoka
- Wojciech Olejniczak – polski polityk
- Wojciech Paszkowski – polski aktor teatralny i dubbingowy
- Wojciech Pijanowski – polski autor książek o grach
- Wojciech Pilichowski – polski basista sesyjny
- Wojciech Prażmowski – polski fotografik
- Wojciech Pszoniak – polski aktor
- Wojciech Reszczyński – polski dziennikarz
- Wojciech Romaniuk
- Wojciech Rudnicki
- Wojciech Schmidt – polski raper
- Wojciech Seweryn – polski muzyk
- Wojciech Skupień – polski skoczek narciarski
- Wojciech Smarzowski – reżyser, scenarzysta
- Wojciech Solarz – polski aktor
- Wojciech Sosnowski „Sokół” – polski raper
- Wojciech Stachurski – polski autor tekstów, muzyk i kompozytor
- Wojciech Stattler – polski malarz
- Wojciech Walerian Suchodolski – konfederat barski, poseł na Sejm Czteroletni
- Wojciech Szarama
- Wojciech Szczęsny – polski piłkarz
- Wojciech Tochman – polski reporter
- Wojciech Waglewski – polski muzyk
- Wojciech Walczak – polski geograf
- Wojciech Wentura – polski śpiewak operowy
- Wojciech Wierzejski – polski polityk
- Wojciech Wiesiołłowski – polski tancerz baletowy
- Wojciech Jerzy Wojciechowski – polski generał
- Wojciech Wysocki – polski aktor
- Wojciech Wysocki – polski judoka
- Wojciech Zajkowski – polski judoka
- Wojciech Zawadzki – polski raper
- Wojciech Ziemba – arcybiskup metropolita warmiński
- Wojciech Żukrowski – polski pisarz
- Wojciech Sławomir Żukowski – polski polityk